# Texas Bowl 2015
Match précédent Match suivant
Le Texas Bowl 2015 est un match de football américain de niveau universitaire joué après la saison régulière de 2015, le 29 décembre 2015 au NRG Stadium à Houston dans le Texas.
Il s'agit de la 10e édition du Texas Bowl.
Le match met en présence l'équipe des LSU Tigers issus de la SEC et l'équipe des Texas Tech Red Raiders issus de la Big 12.
Il débute à 08:00 heures locales et est retransmis en télévision sur ESPN.
Sponsorisé par la société Advocare V100 (société spécialisée dans la nutrition et les performances dans le sport), le match est officiellement dénommé le Advocare V100 Texas Bowl 2015.
Louisiana State University gagne le match sur le score de 56 à 27.

## Présentation du match
| Équipes                                                                                     | Conférences | Entraîneurs     | Stats. saison rég. | Classements avant le bowl CFP-AP-Coaches |
| ------------------------------------------------------------------------------------------- | ----------- | --------------- | ------------------ | ---------------------------------------- |
| Tigers de LSU                                                                               | SEC         | Les Miles       | 9-3                | 20-22-21                                 |
| Red Raiders de Texas Tech                                                                   | Big 12      | Kliff Kingsbury | 7-6                | Non classé                               |
| Arbitre : Land Clark (Pac-12) Équipe donnée favorite par les bookmakers : LSU à 7 contre 1. |             |                 |                    |                                          |

Il s'agit de la 3e rencontre entre ces deux équipes après les deux victoires de LSU en 1954 et 1957 sur les scores de 20 à 13 et 19 à 14.

### Tigers de LSU
Avec un bilan global en saison régulière de 9 victoires et 3 défaites, LSU est éligible et accepte l'invitation pour participer au Texas Bowl de 2015.
Ils terminent 4e de la West Division de la SEC derrière #1 Alabama, #10 Ole Miss et Arkansas, avec un bilan en division de 5 victoires et 3 défaites.
À l'issue de la saison 2015 (bowl non compris), ils seront classés #20 au classement CFP, #22 au classement AP et #21 au classement Coaches.
À l'issue de la saison 2015 (bowl compris), ils seront classés #16 au classement AP et #17 au classement Coaches, le classement CFP n'étant pas republié après les bowls,
Il s'agit de leur 1er apparition au Texas Bowl.

### Red Raiders de Texas Tech
Avec un bilan global en saison régulière de 7 victoires et 6 défaites, Texas Tech est éligible et accepte l'invitation pour participer au Texas Bowl de 2015.
Ils terminent 6e de la Big 12 Conference derrière #5 Oklahoma, #20 Oklahoma State, #7 TCU, #13 Baylor et West Virginia, avec un bilan en division de 4 victoires et 5 défaites.
À l'issue de la saison 2015, ils n'apparaissent pas dans les classements CFP , AP et Coaches.
Il s'agit de leur 2e participation au Texas Bowl. Ils avaient gagné l'édition de 2012, 34 à 31 sur les Golden Gophers du Minnesota

## Résumé du match
| QT          | Temps       | Drive       | Drive       | Drive       | Équipe      | Description de l'action | Score | Score |
| QT          | Temps       | Jeux        | Yards       | TDP         | Équipe      | Description de l'action | LSU   | TTU   |
| ----------- | ----------- | ----------- | ----------- | ----------- | ----------- | --- | ----- | ----- |
| 1           | 11:47       | 6           | 66          | 1:58        | LSU         | TD à la suite d'une course de 2 yards par RB Leonard Fournette + 1 point de conversion par kicker Trent Domingue                                                | 7     | 0     |
| 1           | 0:53        | 9           | 90          | 4:23        | TTU         | TD de 46 yards par WR Jakeem Grant à la suite d'une réception d'une passe de QB Patrick Mahomes mais la tentative de conversion à 2 points par une passe échoue | 7     | 6     |
| 1           | 0:29        | 1           | 79          | 0:24        | LSU         | TD à la suite d'une course de 79 yards par WR D.J. Chark + 1 point de conversion par kicker Trent Domingue                                                      | 14    | 6     |
| 2           | 6:41        | 2           | 42          | 1:16        | LSU         | TD de 44 yards par RB Leonard Fournette à la suite d'une réception d'une passe de QB Brandon Harris + 1 point de conversion par kicker Trent Domingue           | 21    | 6     |
| 2           | 3:38        | 9           | 90          | 3:03        | TTU         | TD de 3 yards par WR Jakeem Grant à la suite d'une réception d'une passe de QB Patrick Mahomes + 1 point de conversion par kicker Clayton Hatfield              | 21    | 13    |
| 3           | 10:28       | 3           | 31          | 0:19        | TTU         | TD de 31 yards par WR Reginald Davis à la suite d'une réception d'une passe de QB Patrick Mahomes + 1 point de conversion par kicker Clayton Hatfield           | 21    | 20    |
| 3           | 8:17        | 4           | 75          | 2:11        | LSU         | TD à la suite d'une course de 43 yards par RB Leonard Fournette + 1 point de conversion par kicker Trent Domingue                                               | 28    | 20    |
| 3           | 4:07        | 4           | 78          | 1:13        | LSU         | TD à la suite d'une course de 4 yards par RB Leonard Fournette + 1 point de conversion par kicker Trent Domingue                                                | 35    | 20    |
| 3           | 0:09        | 4           | 64          | 1:54        | LSU         | TD à la suite d'une course de 26 yards par QB Brandon Harris + 1 points de conversion par kicker Trent Domingue                                                 | 42    | 20    |
| 4           | 12:20       | 8           | 61          | 2:49        | TTU         | TD de 4 yards par WR Jakeem Grant à la suite d'une réception d'une passe de QB Patrick Mahomes + 1 point de conversion par kicker Clayton Hatfield              | 42    | 27    |
| 4           | 8:16        | 9           | 65          | 4:04        | LSU         | TD à la suite d'une course de 2 yards par RB Leonard Fournette + 1 point de conversion par kicker Trent Domingue                                                | 49    | 27    |
| 4           | 4:24        | 6           | 65          | 3:20        | LSU         | TD à la suite d'une course de 2 yards par RB Darrel Williams + 1 point de conversion par kicker Trent Domingue                                                  | 56    | 27    |
| Score final | Score final | Score final | Score final | Score final | Score final | Score final | 56    | 27    |

## Statistiques
| Statistiques par Équipes               | Statistiques par Équipes | Statistiques par Équipes |
| Statistiques                           | LSU                      | TTU                      |
| -------------------------------------- | ------------------------ | ------------------------ |
| 1er downs                              | 23                       | 22                       |
| Conversion de 3e Down                  | 4/9                      | 10/20                    |
| Conversion de 4e Down                  | 0/0                      | 1/2                      |
| Jeux–yards                             | 62 jeux pour 638 yards   | 82 jeux pour 399 yards   |
| Yards à la course                      | 384                      | 29                       |
| Yards à la passe                       | 254                      | 370                      |
| Passes : Réussies-Tentées-Interceptées | 13/22, 1 int.            | 28/56, 1 int.            |
| Réussite en zone rouge/chances         | 4/4                      | 2/4                      |
| TD                                     | 4                        | 2                        |
| Field Goals                            | 0/0                      | 0/0                      |
| Sacks (Nombre-Yards gagnés)            | 6/43                     | 0/0                      |
| Fumbles (Nombre/Perdus)                | 0/0                      | 3/0                      |
| Pénalités (Nombre/Yards perdus)        | 10/86                    | 5/53                     |
| Temps de possession                    | 30:14                    | 29:46                    |

| Meilleur Joueur (MVP) | Meilleur Joueur (MVP) | Meilleur Joueur (MVP) |
| --------------------- | --------------------- | --------------------- |
| Nom                   | Équipe                | Poste                 |
| Leonard Fournette     | LSU                   | RB                    |

| Statistiques Individuelles | Statistiques Individuelles | Statistiques Individuelles                                 |
| -------------------------- | -------------------------- | ---------------------------------------------------------- |
| Quaterbacks                |                            |                                                            |
| LSU                        | Brandon Harris             | 13/22, 1 int., 254 yards, 1 TD, 0 sack subi                |
| TTU                        | Mahomes, P.                | 28/56, 1 int., 370 yards, 4 TDs , 6 sacks subis            |
| Meilleurs Coureurs         |                            |                                                            |
| LSU                        | L. Fournette               | 29 courses pour 212 yards nets gagnés et 4 TDs             |
| TTU                        | Washington, De.            | 10 courses pour 387 yards, 0 TD                            |
| Meilleurs Receveurs        |                            |                                                            |
| LSU                        | Malachi Dupre              | 4 réceptions pour 96 yards, 0 TD                           |
| TTU                        | Grant, Jakeem              | 10 réceptions pour 125 yards et 3 TDs                      |
| Meilleurs Tackleurs        |                            |                                                            |
| LSU                        | Deion Jones                | 5 tacles en solo et 3 assistes, 1 sack pour 3 yards gagnés |
| TTU                        | Awe, Micah                 | 7 tacles en solo et 10 assistes, 0 sack                    |